# Marc Weyrich
Marc Weyrich (* 18. Oktober 1983 in Ludwigsburg) ist ein deutscher TV- und Hörfunkmoderator, Reporter, Redakteur und Sprecher. Er moderierte beim Südwestrundfunk Sendungen bei SWR1 und im Regionalprogramm von SWR4 und war zudem Multimediareporter im SWR-Studio Freiburg. Außerdem präsentiert er die Nachrichten in der ARD-Popnacht und synchronisiert Dokumentationen für arte und die ARD.

## Leben
Weyrich begann seine journalistische Tätigkeit 1998 bei der Ludwigsburger Kreiszeitung, ehe er 2001 als freier Mitarbeiter für die Hörfunkredaktion der katholischen Kirche in der Diözese Rottenburg-Stuttgart zu arbeiten begann. In dieser Redaktion (KiP-Radio) volontierte er auch von 2004 bis 2006, in Zusammenarbeit mit dem ifp (Institut zur Förderung publizistischen Nachwuchses) in München.
Erste Erfahrungen als Moderator machte Weyrich zwischen 2006 und 2010 beim Ulmer Bereichssender Radio7, wo er verschiedene Sendung präsentierte. Daneben war er von 2005 bis 2014 bei bigFM (Stuttgart) Redakteur und Moderator der Sendung bigFM nighttalk. Außerdem präsentierte er dort Spezialsendungen zu kirchlichen Themen. Seit 2009 moderiert er für KiP-TV regelmäßig die Talksendung alpha & omega.
Von 2010 bis 2012 moderierte Weyrich bei Radio TON in Heilbronn unter anderem die Drivetime- und Morningshow. Dort präsentierte er bis 2019 auch die Sendung Kirche & Co.
Von 2011 bis 2014 war er zudem Moderator beim Ulmer Lokalsender Donau 3 FM. Von 2012 bis 2014 war er beim Freiburger Lokalsender baden.fm als Moderator der Drivetimesendung, sowie als Redakteur und Moderator des Magazins Die Themen des Tages zu hören. Für ein von ihm für den Sender entwickeltes Ausbildungskonzept wurde er 2013 mit dem "Radiosiegel" ausgezeichnet.
2014 erfolgte der Wechsel zum Saarländischen Rundfunk, wo er fünf Jahre in erster Linie bei SR 1 und SR 2 moderierte und als Reporter für alle Wellen arbeitete. Aufmerksamkeit erreichte er mit seiner Radio-Aktion Weyrichs Waagemutige wollen weniger wiegen. Tausende Hörer reduzierten mit einem von ihm und einer Ernährungsberaterin entwickeltem Konzept, vier Jahre lang jeweils während der christlichen Fastenzeit, ihr Gewicht und erlangten Wissen über gesunde Ernährung.
Marc Weyrich studierte neben seinen journalistischen Tätigkeiten an der Universität Tübingen Germanistik und katholische Theologie und schloss dieses mit dem ersten Staatsexamen ab.
Seit dem Jahr 2021 leitet er das crossmediale Regionalstudio Halle (Saale) des Mitteldeutschen Rundfunks.
Er ist verheiratet und hat eine Tochter (* 2019).

## Ehrungen und Auszeichnungen
- 2005 Pater-Wolfgang-Seibel-Preis für seine Reportagen vom Weltjugendtag
- 2013 Radiosiegel vom Gemeinschaftswerk evangelischer Publizisten für das von ihm entwickelte Ausbildungskonzept bei baden.fm[3]